# Бююкчекмедже

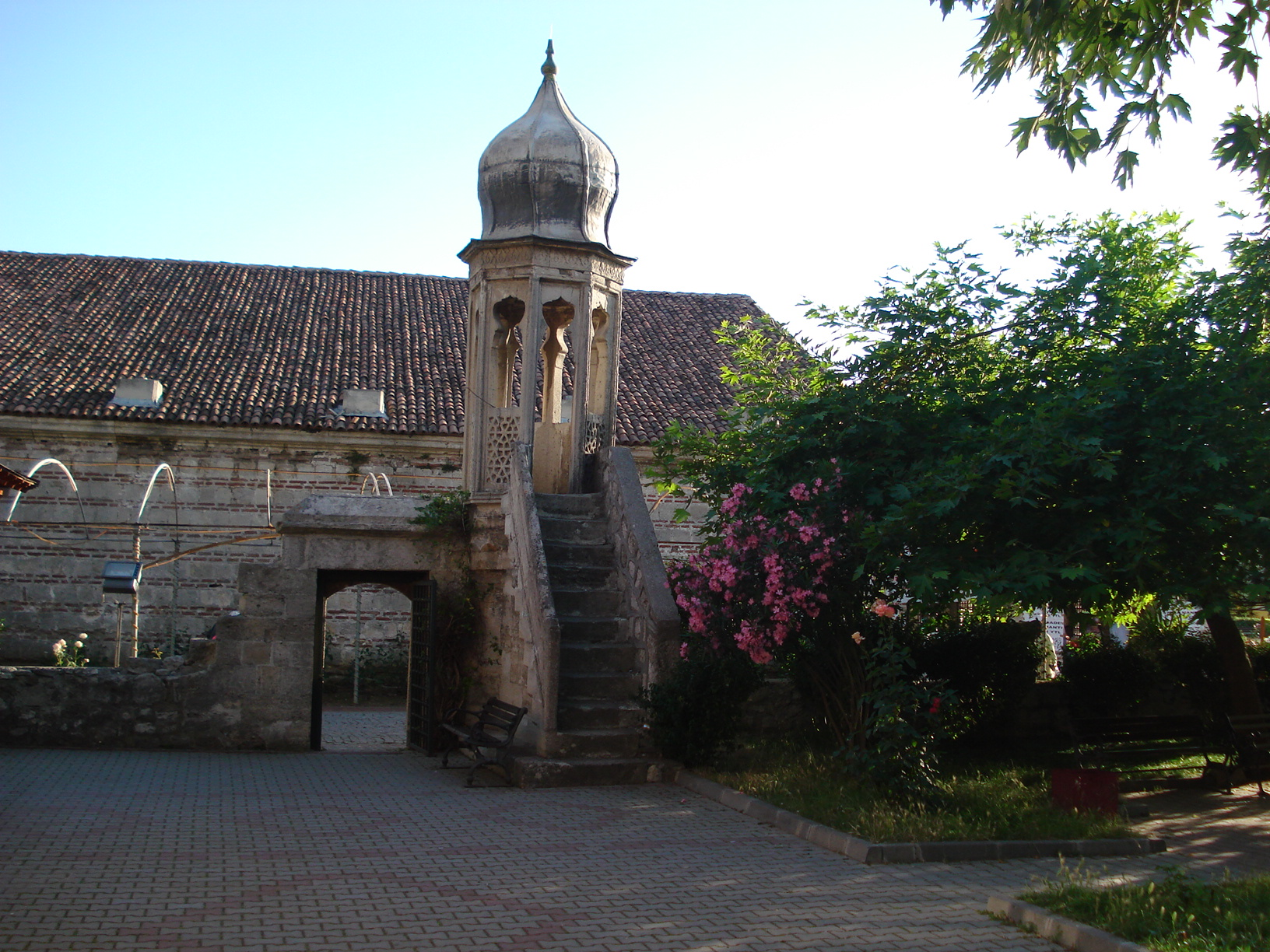
Мечеть Сокуллу-Мехмет-Паша (1567)

Бююкчекмедже (тур. Büyükçekmece) — район провинции Стамбул (Турция). Расположен в европейской части города, на берегу Мраморного моря. В основном представляет собой промышленные территории.

## История
Территория, на которой сейчас расположен район, многократно заселялась, оставлялась и заселялась вновь с древнейших времён, в зависимости от продвижения различных армий к Босфору. Предположительно, на этом месте находилась греческая колония Афира. Бююкчекмедже расположен вокруг бухты Мраморного моря, и османский инженер Синан  построил мост через пролив, отделяющий этот залив от Мраморного моря. В Бююкчекмедже имеются также развалины караван-сарая, что подтверждает значение территории как остановки на пути в Европу. После возникновения Османской империи и завоевания Константинополя Бююкчекмедже не был заселён, и тут рос лес. Постепенно тут начали селиться турки, мигрировавшие с Кавказа и Балкан.
Еще в 1920-е годы, сразу после установления Турецкой Республики, здесь находилась сельская местность, с одноэтажной застройкой и сельскохозяйственными землями. Вдоль моря в небольшом количестве располагались дачи жителей Стамбула. Бююкчекмедже из-за песчаных пляжей и длинной береговой линии был популярным местом отдыха горожан вплоть до 1970-х годов.

## Современность
В настоящее время муниципалитет Бююкчекмедже состоит из застройки побережья Мраморного моря,  а также обширной территории в глубине материка, часть которой всё ещё включает земли сельскохозяйственного назначения.
Бююкчекмедже всё ещё служит местом отдыха жителей Стамбула, приезжающих сюда на пикник. Однако после индустриализации Бююкчекмедже потерял популярность как место более длительного отдыха, и горожане проводят свой отпуск в более отдалённых районах Стамбула. Бююкчекмедже сейчас в основном застроен многоквартирными домами, население которых составляют мигранты из Анатолии. И залив, и всё Мраморное море сильно загрязнены. Часть бухты в настоящее время отделёна от Мраморного моря дамбой и представляет собой озеро, но построенный Синаном мост сохранился.